# Pons Sublicius
Pons Sublicius (doslova „Most na kůlech“) byl most přes řeku Tiberu v Římě. Nacházel se v jižní části města pod Aventinem a vedla po něm silnice Via Latina. Podle antických historiků byl nejstarším římským mostem: jeho stavbu nařídil v roce 642 př. n. l. král Ancus Martius. Andrea Palladio uvádí, že most byl postaven bez použití železa, pouze z dřevěných trámů spojovaných dřevěnými kolíky.
Do římských dějin vešel setník Publius Horatius Cocles, který roku 509 př. n. l. údajně chránil most před etruskou invazí; jeho obětavost umožnila ostatním Římanům rozebrat most a udržet tak nepřítele před branami města (tuto legendu později znázornil Tommaso Laureti na slavné fresce v Palazzo dei Conservatori). Po mostě také v roce 122 př. n. l. uprchl z Říma po svém sesazení z funkce tribuna lidu Gaius Gracchus. Pons Sublicius byl pro Římany posvátný a pečoval o něj sbor pontifiků, o březnových idách se zde konalo slavnostní procesí, při kterém se házely do řeky figuríny symbolizující nepřátele. Most byl mnohokrát poškozen povodněmi a následně opraven – teprve v pozdním císařství, kdy už existovalo v Římě množství kamenných mostů, byl ponechán svému osudu a zanikl.
V roce 1918 byl na jeho místě vybudován moderní most Ponte Sublicio podle projektu Marcella Piacentiniho.